# Rivula leucosticta
Rivula leucosticta är en fjärilsart som beskrevs av William Schaus 1913. Rivula leucosticta ingår i släktet Rivula och familjen nattflyn. Inga underarter finns listade.